# Station Fortezza-Franzensfeste
Station Fortezza-Franzensfeste is een spoorwegstation aan de Brennerspoorlijn in de gemeente Franzensfeste (Italië-Zuid-Tirol).
Van dit station vertrekt ook de Pustertalspoorlijn naar Bruneck, Innichen en Lienz.
De stationsnaam wordt volgens de regels van Trenitalia in het Italiaans aangegeven, gevolgd door het Duits als lokale taal.